# Świątynia Apollina na Palatynie
Świątynia Apollina na Palatynie – świątynia poświęcona bogu Apollinowi, stojąca w starożytności w południowo-zachodniej części rzymskiego Palatynu.
Świątynia została wzniesiona przez Oktawiana jako wypełnienie ślubu, który przyszły cesarz złożył bogu w 36 roku p.n.e., podczas walk z Sekstusem Pompejuszem. Zbudowano ją w uznanym za święte miejscu, w które wcześniej uderzył piorun. Oficjalne poświęcenie nowej świątyni odbyło się w dniu 9 października 28 roku p.n.e.
Świątynia znajdowała się w świętym okręgu zwanym Area Apollinis, o wymiarach 30×70 m, otoczonym portykiem pomiędzy kolumnami którego umieszczono posągi 50 Danaid. W portyku mieściła się biblioteka, podzielona na część grecką i łacińską. Sama świątynia, wzniesiona z pochodzącego z miejscowości Luna marmuru, miała wymiary 25×35 m. Fasada frontowa, wspierająca się na sześciu kolumnach o wysokości ok. 14 metrów, ozdobiona była płaskorzeźbami wykonanymi przez Bupalosa i Atenisa i zwieńczona słoneczną kwadrygą. Drzwi wejściowe, wykonane z kości słoniowej, zdobiły reliefy przedstawiające klęskę Galatów pod Delfami oraz śmierć Niobidów. Wewnątrz świątyni stały trzy posągi: Apollina dłuta Skopasa, Artemidy dłuta Timoteosa i Latony dłuta Kefisodotosa Młodszego. W bazie posągu Apollina znajdował się schowek, gdzie umieszczona była złota skrzynia, w której przechowywano Księgi sybillińskie.
18 marca 363 roku świątynia spłonęła w pożarze.